# Piper subeburneum
Piper subeburneum är en pepparväxtart som beskrevs av Trel. & Standley. Piper subeburneum ingår i släktet Piper och familjen pepparväxter. Inga underarter finns listade i Catalogue of Life.